# Vuelta a España 2019 – 4. etap
4. etap kolarskiego wyścigu Vuelta a España 2019 odbył się 27 sierpnia na trasie liczącej 175,5 km. Start etapu miał miejsce w Cullera, a meta w El Puig de Santa Maria.

## Klasyfikacja etapu
| \| Klasyfikacja etapu \| Klasyfikacja etapu \| Klasyfikacja etapu \| Klasyfikacja etapu \| Klasyfikacja etapu \| \| Kolarz \| Kolarz \| Państwo \| Drużyna \| Czas \| \| ------------------ \| -------------------- \| ------------------ \| ---------------------- \| ------------------ \| \| 1. \| Fabio Jakobsen \| Holandia \| Deceuninck-Quick Step \| 4h 04' 16" \| \| 2. \| Sam Bennett \| Irlandia \| Bora-Hansgrohe \| + 0" \| \| 3. \| Fernando Gaviria \| Kolumbia \| UAE Team Emirates \| + 0" \| \| 4. \| Luka Mezgec \| Słowenia \| Mitchelton-Scott \| + 0" \| \| 5. \| Marc Sarreau \| Francja \| Groupama-FDJ \| + 0" \| \| 6. \| Szymon Sajnok \| Polska \| CCC Team \| + 0" \| \| 7. \| Edvald Boasson Hagen \| Norwegia \| Dimension Data \| + 0" \| \| 8. \| Jon Aberasturi \| Hiszpania \| Caja Rural-Seguros RGA \| + 0" \| \| 9. \| Clément Venturini \| Francja \| AG2R La Mondiale \| + 0" \| \| 10. \| Maximiliano Richeze \| Argentyna \| Deceuninck-Quick Step \| + 0" \| |                      |           |                        |            |
| |                      |           |                        |            |
| Źródło: ProCyclingStats |                      |           |                        |            |
| Klasyfikacja etapu |                      |           |                        |            |
| Kolarz | Kolarz               | Państwo   | Drużyna                | Czas       |
| 1. | Fabio Jakobsen       | Holandia  | Deceuninck-Quick Step  | 4h 04' 16" |
| 2. | Sam Bennett          | Irlandia  | Bora-Hansgrohe         | + 0"       |
| 3. | Fernando Gaviria     | Kolumbia  | UAE Team Emirates      | + 0"       |
| 4. | Luka Mezgec          | Słowenia  | Mitchelton-Scott       | + 0"       |
| 5. | Marc Sarreau         | Francja   | Groupama-FDJ           | + 0"       |
| 6. | Szymon Sajnok        | Polska    | CCC Team               | + 0"       |
| 7. | Edvald Boasson Hagen | Norwegia  | Dimension Data         | + 0"       |
| 8. | Jon Aberasturi       | Hiszpania | Caja Rural-Seguros RGA | + 0"       |
| 9. | Clément Venturini    | Francja   | AG2R La Mondiale       | + 0"       |
| 10. | Maximiliano Richeze  | Argentyna | Deceuninck-Quick Step  | + 0"       |

## Klasyfikacje po etapie

### Klasyfikacja generalna
| \| Klasyfikacja generalna \| Klasyfikacja generalna \| Klasyfikacja generalna \| Klasyfikacja generalna \| Klasyfikacja generalna \| \| Kolarz \| Kolarz \| Państwo \| Drużyna \| Czas \| \| ---------------------- \| ---------------------- \| ---------------------- \| ---------------------- \| ---------------------- \| \| 1. \| Nicolas Roche \| Irlandia \| Team Sunweb \| 13h 55' 30" \| \| 2. \| Nairo Quintana \| Kolumbia \| Movistar Team \| + 2" \| \| 3. \| Rigoberto Urán \| Kolumbia \| EF Education First \| + 8" \| \| 4. \| Mikel Nieve \| Hiszpania \| Mitchelton-Scott \| + 22" \| \| 5. \| Miguel Ángel López \| Kolumbia \| Astana \| + 33" \| \| 6. \| Primož Roglič \| Słowenia \| Team Jumbo-Visma \| + 35" \| \| 7. \| Sergio Higuita \| Kolumbia \| EF Education First \| + 37" \| \| 8. \| Wilco Kelderman \| Holandia \| Team Sunweb \| + 38" \| \| 9. \| Davide Formolo \| Włochy \| Bora-Hansgrohe \| + 46" \| \| 10. \| Rafał Majka \| Polska \| Bora-Hansgrohe \| + 46" \| |                    |           |                    |             |
| |                    |           |                    |             |
| Źródło: ProCyclingStats |                    |           |                    |             |
| Klasyfikacja generalna |                    |           |                    |             |
| Kolarz | Kolarz             | Państwo   | Drużyna            | Czas        |
| 1. | Nicolas Roche      | Irlandia  | Team Sunweb        | 13h 55' 30" |
| 2. | Nairo Quintana     | Kolumbia  | Movistar Team      | + 2"        |
| 3. | Rigoberto Urán     | Kolumbia  | EF Education First | + 8"        |
| 4. | Mikel Nieve        | Hiszpania | Mitchelton-Scott   | + 22"       |
| 5. | Miguel Ángel López | Kolumbia  | Astana             | + 33"       |
| 6. | Primož Roglič      | Słowenia  | Team Jumbo-Visma   | + 35"       |
| 7. | Sergio Higuita     | Kolumbia  | EF Education First | + 37"       |
| 8. | Wilco Kelderman    | Holandia  | Team Sunweb        | + 38"       |
| 9. | Davide Formolo     | Włochy    | Bora-Hansgrohe     | + 46"       |
| 10. | Rafał Majka        | Polska    | Bora-Hansgrohe     | + 46"       |

### Klasyfikacja punktowa
| Klasyfikacja punktowa | Klasyfikacja punktowa | Klasyfikacja punktowa | Klasyfikacja punktowa  | Klasyfikacja punktowa |
| Kolarz                | Kolarz                | Państwo               | Drużyna                | Punkty                |
| --------------------- | --------------------- | --------------------- | ---------------------- | --------------------- |
| 1.                    | Sam Bennett           | Irlandia              | Bora-Hansgrohe         | 45 pkt                |
| 2.                    | Fabio Jakobsen        | Holandia              | Deceuninck-Quick Step  | 34 pkt                |
| 3.                    | Nairo Quintana        | Kolumbia              | Movistar Team          | 25 pkt                |
| 4.                    | Luka Mezgec           | Słowenia              | Mitchelton-Scott       | 25 pkt                |
| 5.                    | Edward Theuns         | Belgia                | Trek-Segafredo         | 22 pkt                |
| 6.                    | Jon Aberasturi        | Hiszpania             | Caja Rural-Seguros RGA | 22 pkt                |
| 7.                    | Nicolas Roche         | Irlandia              | Team Sunweb            | 20 pkt                |
| 8.                    | Primož Roglič         | Słowenia              | Team Jumbo-Visma       | 18 pkt                |
| 9.                    | Szymon Sajnok         | Polska                | CCC Team               | 17 pkt                |
| 10.                   | Marc Sarreau          | Francja               | Groupama-FDJ           | 17 pkt                |

### Klasyfikacja górska
| Klasyfikacja górska | Klasyfikacja górska | Klasyfikacja górska | Klasyfikacja górska           | Klasyfikacja górska |
| Kolarz              | Kolarz              | Państwo             | Drużyna                       | Punkty              |
| ------------------- | ------------------- | ------------------- | ----------------------------- | ------------------- |
| 1.                  | Ángel Madrazo       | Hiszpania           | Burgos-BH                     | 15 pkt              |
| 2.                  | Alejandro Valverde  | Hiszpania           | Movistar Team                 | 5 pkt               |
| 3.                  | Sander Armée        | Belgia              | Lotto-Soudal                  | 4 pkt               |
| 4.                  | Jelle Wallays       | Belgia              | Lotto-Soudal                  | 3 pkt               |
| 5.                  | Pierre Latour       | Francja             | AG2R La Mondiale              | 3 pkt               |
| 6.                  | Jonathan Lastra     | Hiszpania           | Caja Rural-Seguros RGA        | 3 pkt               |
| 7.                  | Ruben Guerreiro     | Portugalia          | Katusha-Alpecin               | 2 pkt               |
| 8.                  | Héctor Sáez         | Hiszpania           | Euskadi Basque Country-Murias | 2 pkt               |
| 9.                  | Jorge Cubero        | Hiszpania           | Burgos-BH                     | 2 pkt               |
| 10.                 | George Bennett      | Nowa Zelandia       | Team Jumbo-Visma              | 1 pkt               |

### Klasyfikacja młodzieżowa
| Klasyfikacja młodzieżowa | Klasyfikacja młodzieżowa | Klasyfikacja młodzieżowa | Klasyfikacja młodzieżowa | Klasyfikacja młodzieżowa |
| Kolarz                   | Kolarz                   | Państwo                  | Drużyna                  | Czas                     |
| ------------------------ | ------------------------ | ------------------------ | ------------------------ | ------------------------ |
| 1.                       | Miguel Ángel López       | Kolumbia                 | Astana                   | 13h 56' 03"              |
| 2.                       | Sergio Higuita           | Kolumbia                 | EF Education First       | + 4"                     |
| 3.                       | Alex Aranburu            | Hiszpania                | Caja Rural-Seguros RGA   | + 37"                    |
| 4.                       | Tadej Pogačar            | Słowenia                 | UAE Team Emirates        | + 1' 07"                 |
| 5.                       | James Knox               | Wielka Brytania          | Deceuninck-Quick Step    | + 1' 08"                 |
| 6.                       | Hugh Carthy              | Wielka Brytania          | EF Education First       | + 1' 13"                 |
| 7.                       | Daniel Felipe Martínez   | Kolumbia                 | EF Education First       | + 1' 13"                 |
| 8.                       | Kilian Frankiny          | Szwajcaria               | Groupama-FDJ             | + 1' 22"                 |
| 9.                       | Mark Padun               | Ukraina                  | Bahrain-Merida           | + 1' 32"                 |
| 10.                      | Ruben Guerreiro          | Portugalia               | Katusha-Alpecin          | + 1' 39"                 |

### Klasyfikacja drużynowa
| Klasyfikacja drużynowa | Klasyfikacja drużynowa | Klasyfikacja drużynowa       | Klasyfikacja drużynowa |
| Drużyna                | Drużyna                | Państwo                      | Czas                   |
| ---------------------- | ---------------------- | ---------------------------- | ---------------------- |
| 1.                     | Team Sunweb            | Niemcy                       | 41h 19' 06"            |
| 2.                     | EF Education First     | Stany Zjednoczone            | + 2"                   |
| 3.                     | Movistar Team          | Hiszpania                    | + 6"                   |
| 4.                     | Mitchelton-Scott       | Australia                    | + 16"                  |
| 5.                     | Team Jumbo-Visma       | Holandia                     | + 35"                  |
| 6.                     | UAE Team Emirates      | Zjednoczone Emiraty Arabskie | + 1' 02"               |
| 7.                     | Astana                 | Kazachstan                   | + 1' 33"               |
| 8.                     | AG2R La Mondiale       | Francja                      | + 2' 10"               |
| 9.                     | Caja Rural-Seguros RGA | Hiszpania                    | + 2' 10"               |
| 10.                    | Deceuninck-Quick Step  | Belgia                       | + 2' 34"               |